# Bia (rapper)
Bia, pseudonimo di Bianca Miquela Landrau (Medford, 16 agosto 1991), è una rapper e cantante statunitense.

## Biografia
Bianca Miquela Landrau è nata a Medford nel Massachusetts il 16 agosto 1991, da genitori di origini portoricane e italiane. Diplomatasi alla Medford High School, ha iniziato ad avvicinarsi al mondo del rapping dopo aver partecipato ad alcune sessioni di registrazioni in studio. Per un breve periodo ha frequentato il college, salvo poi abbandonare gli studi e iniziare a lavorare come barista per pagarsi il tempo trascorso in studio. Si è trasferita definitivamente a Los Angeles nel 2017.

## Carriera

### 2013-2018: gli esordi e i primi successi
Bia ha iniziato a pubblicare brani prodotti autonomamente e freestyle su YouTube, dove è stata notata dal rapper Fam-Lay, che a sua volta l'ha presentata a Pharrell Williams. Nel 2014 ha firmato un contratto discografico con l'etichetta di Williams I Am Other, come parte di una collaborazione con la RCA Records, e ha iniziato a collaborare con artisti del calibro di T.I., Jennifer Hudson e Usher. Il 14 maggio dello stesso anno ha pubblicato il suo primo mixtape #Cholaseason. In contemporanea ha partecipato al reality show Sisterhood of Hip Hop, in onda su Oxygen, dove è stata presente nel cast delle prime due stagioni.
Dopo aver lasciato il programma a settembre 2015, la rapper ha preso parte al Darkest Before the Dawn Tour di Pusha T tra marzo e aprile 2016, mentre nei mesi successivi ha affiancato Victoria Monét come artista di supporto durante la leg europea del Dangerous Woman Tour di Ariana Grande. Il 17 giugno 2016 è stato pubblicato il singolo Safari di J Balvin, a cui partecipano Pharrell, Bia e Sky: è diventato un buon successo in diversi paesi europei e latinoamericani, raggiungendo il primo posto nella classifica spagnola.
Tra il 2016 e il 2017 ha pubblicato i singoli Whip It, Gucci Comin' Home, Badside e Fungshway. Tali singoli dovevano far parte dell'EP di debutto intitolato Trap Vogue, che doveva contenere anche una collaborazione con Ariana Grande intitolata Esta Noche. Tuttavia il progetto è stato in seguito cancellato in favore di nuovo materiale.
Ad aprile 2018 ha partecipato alla traccia Miami di Kali Uchis, inclusa nell'album di debutto di quest'ultima Isolation, mentre nel luglio seguente è stata ospite nel remix del brano Freak di Victoria Monét. Il 21 settembre dello stesso anno ha pubblicato il suo EP di debutto, Nice Girls Finish Last: Cuidado, anticipato dal singolo Hollywood e contenente collaborazioni con Kali Uchis e Kodak Black.

### 2019-presente: l'abbandono della RCA eFor Certain
Nel 2019 Bia ha lasciato la RCA Records, dichiarando che l'etichetta non era più intenzionata a pubblicare la sua musica. Ha pubblicato il suo primo singolo da indipendente, One Minute Warning, nell'agosto dello stesso anno. Il 17 ottobre 2019 è uscita la collaborazione con il rapper Russ Best on Earth, tratta dal suo quattordicesimo album Shake the Snow Globe. Il brano è stato utilizzato in una clip su Instagram dalla cantante Rihanna dove l'ha definita «la sua canzone preferita del momento»; grazie a ciò ha ricevuto grande popolarità, raggiungendo la 46ª posizione della Billboard Hot 100, segnando la prima entrata di Bia nella classifica.
Nel 2020 ha firmato un nuovo contratto con la Epic Records e durante il corso dell'anno ha pubblicato quattro singoli: Free Bia (1st Day Out), Cover Girl, Same Hands in collaborazione con Lil Durk e Skate. Questi hanno anticipato il secondo EP della rapper, For Certain, messo in commercio l'11 dicembre 2020 e accolto positivamente dalla critica. Un videoclip per il brano Whole Lotta Money è stato reso disponibile l'8 aprile 2021; la canzone è stata poi inviata alle radio italiane e statunitensi come quinto singolo rispettivamente il 7 e il 18 maggio successivo, visto il successo riscosso sulla piattaforma TikTok. Ne è stato poi realizzato un remix in collaborazione con Nicki Minaj, reso disponibile il successivo 9 luglio. Nel 2022 è presente assieme ad Aitch nel brano Bamba di Luciano, che debutta al vertice della classifica tedesca.

## Influenze musicali
Bia ha citato Jay-Z, Ivy Queen, Selena, Bankroll Fresh, 21 Savage e Blac Youngsta come le sue più grandi influenze musicali, mentre ha definito Aaliyah e Rihanna le sue «muse ispiratrici».

## Discografia

### EP
- 2018 – Nice Girls Finish Last: Cuidado
- 2020 – For Certain
- 2023 – Really Her

### Mixtape
- 2014 – #Cholaseason

### Singoli

#### Come artista principale
- 2016 – Whip It
- 2016 – Gucci Comin' Home
- 2017 – Badside
- 2017 – Fungshway
- 2018 – Hollywood
- 2020 – Free Bia (1st Day Out)
- 2020 – Cover Girl
- 2020 – Same Hands (feat. Lil Durk)
- 2020 – Skate
- 2021 – Whole Lotta Money (solo o feat. Nicki Minaj)
- 2021 – Besito (feat. G Herbo)
- 2021 – Can't Touch This
- 2022 – London (feat. J. Cole)
- 2023 – Mami (con Luciano)
- 2023 – Both (con Tiësto)
- 2023 – Milano (con Sfera Ebbasta & Fivio Foreign)
- 2024 – 808 (con DJ Bliss)
- 2024 – Lights Out (con JID)
- 2024 – Pissed Off (feat. Lil Yachty)
- 2025 – We on Go
- 2025 – Rumors (con Imanbek)

#### Come artista ospite
- 2016 – Safari (J Balvin feat. Pharrell Williams, Bia e Sky)
- 2017 – Piñata (Vice feat. Bia, Kap G e Justin Quiles)
- 2018 – Freak (Remix) (Victoria Monét feat. Bia)
- 2019 – Facts (Chantel Jeffries feat. YG, Rich the Kid e Bia)
- 2019 – Best on Earth (Russ feat. Bia)
- 2020 – Perfect (Remix) (Cousin Stizz feat. Doja Cat e Bia)
- 2020 – Remember Me (Dove Cameron feat. Bia)
- 2021 – I Like Dat (Remix) (T-Pain feat. Bia e Kehlani)
- 2022 – Trampoline (David Guetta e Afrojack feat. Missy Elliott, Bia e Doechii)
- 2022 – Run (YG, Tyga e 21 Savage feat. Bia)
- 2022 – Bamba (Luciano feat. Aitch e Bia)
- 2022 – X6 (Sfera Ebbasta e Rvssian feat. Bia)

## Programmi televisivi
- Sisterhood of Hip Hop – reality, 16 episodi (2014-2015)

## Riconoscimenti
- BET Awards
  - 2022 – Candidatura alla Miglior collaborazione per Whole Lotta Money (Remix)[32]

- BET Hip Hop Awards
  - 2020 – Candidatura alla Miglior strofa in un featuring (Sweet 16: Best Featured Verse) per Best on Earth[33]
  - 2021 – Candidatura alla Canzone dell'anno per Whole Lotta Money (Remix)[34]
  - 2021 – Candidatura alla Miglior collaborazione per Whole Lotta Money (Remix)[34]
  - 2022 – Candidatura al Miglior videoclip hip hop per London[35]

- BMI R&B/Hip-Hop Awards
  - 2021 – Most-Performed Song per Best on Earth[36]

- Boston Music Awards
  - 2020 – Artista dell'anno[37]
  - 2020 – Artista hip hop dell'anno[37]
  - 2021 – Artista dell'anno[38]
  - 2021 – Album dell'anno per For Certain[38]
  - 2021 – Canzone dell'anno per Whole Lotta Money[38]
  - 2021 – Artista hip hop dell'anno[38]

- iHeartRadio Music Awards
  - 2022 – Candidatura al Miglior nuovo artista hip hop[39]

- Latin American Music Awards
  - 2017 – Candidatura alla Canzone urban preferita per Safari[40]